# 厄蒂希海姆
厄蒂希海姆是德国巴登-符腾堡州的一个市镇。总面积10.97平方公里，总人口4523人，其中男性2266人，女性2257人（2011年12月31日），人口密度412人/平方公里。

## 友好城市
- 法國 沙托维兰